# 貝格利施托克山
46°36′56″N 8°8′27″E / 46.61556°N 8.14083°E

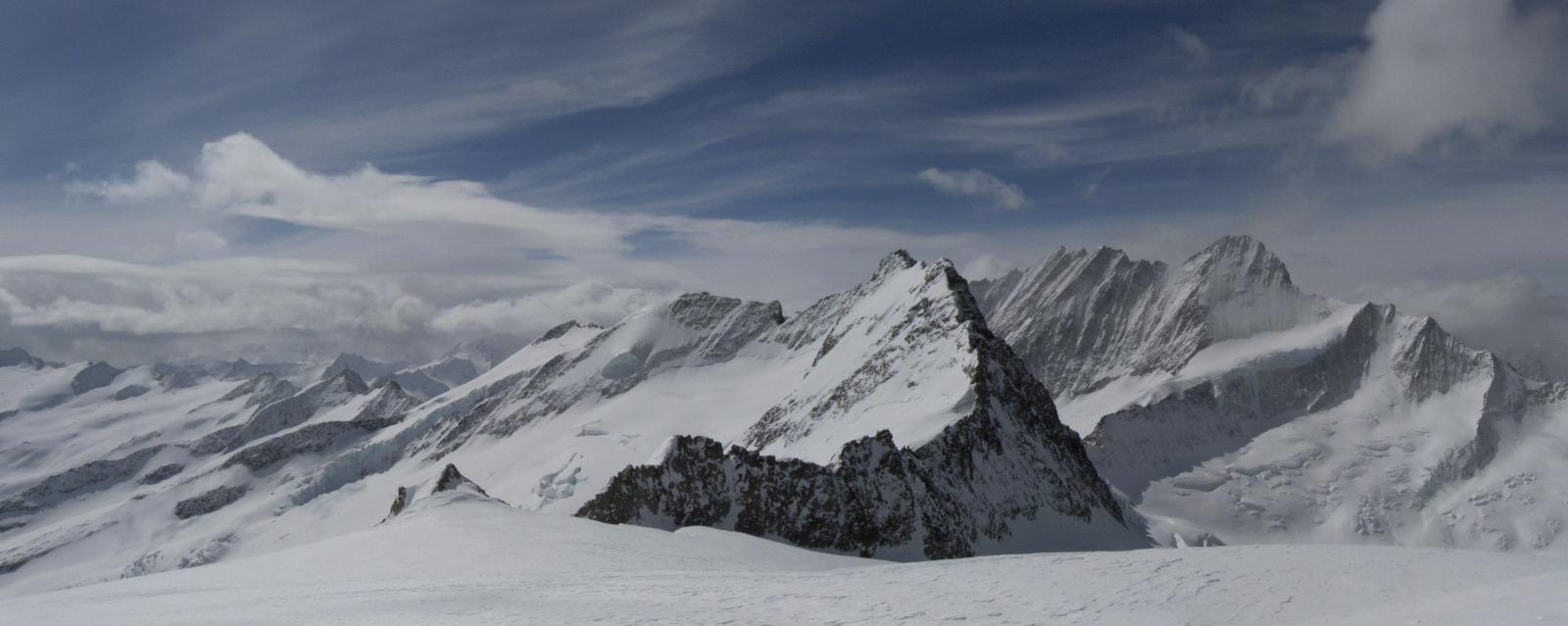

貝格利施托克山（德語：Bärglistock）是瑞士伯恩州的山峰，位於該國南部，屬於伯尔尼山的一部分，海拔高度3,656米，每年平均降雨量2,465毫米。

## 外部連結
- Bärglistock on Hikr （页面存档备份，存于）